# Красный групер
Красный групер, или американская черна, или красный мероу (лат. Epinephelus morio), — вид лучепёрых рыб из семейства каменных окуней (Serranidae). Распространены в западной части Атлантического океана. Максимальная длина тела 125 см. Протогинические гермафродиты. Питаются рыбами и беспозвоночными. Ценная промысловая рыба.

## Описание
Тело несколько удлинённое, покрыто ктеноидной чешуёй с дополнительными чешуйками. Высота тела меньше длины головы, укладывается 2,6—3,0 раза в стандартную длину тела (для особей длиной от 13 до 26 см). Длина крупной головы в 2,3—2,5 раза меньше стандартной длины тела. Глаза крупные. Межглазничное пространство выпуклое. Предкрышка зазубренная, по углам зазубрины крупнее. Верхний край жаберной крышки прямой. Ноздри равны по размеру. На верхней части жаберной дуги 8—9 жаберных тычинок, а на нижней части 15—16. Длинный спинной плавник с 11 жёсткими колючими лучами и 16—17 мягкими лучами; мембраны между жёсткими лучами не надрезаны; вторая колючка самая длинная, что придаёт плавнику треугольную формы, похожую на парус. Анальный плавник с 3 жёсткими и 8 мягкими лучами. Основания мягкой части спинного плавника и анального плавника покрыты толстой кожей и чешуёй. Грудные плавники с 16—18 мягкими лучами, немного длиннее брюшных плавников. Брюшные плавники расположены за основанием грудных плавников. На хвостовом стебле нет седловидной выемки. Хвостовой плавник выпуклый у рыб длиной менее 15 см, и усечённый или немного вогнутый у крупных особей. Боковая линия с 60—68 чешуйками. Пилорических придатков 10—16.
Голова и тело тёмно-красновато-коричневого цвета; на нижней стороне тела и брюхе окраска постепенно переходит в розоватую или красноватую. По телу разбросаны бледные пятна и точки. На рыле и вокруг глаз часто есть мелкие тёмные точки. Мягкая часть спинного плавника, анальный и хвостовой плавники c тёмными дистальными окончаниями и узкой белой окантовкой. Ротовая полость ярко-красновато-оранжевая.
Максимальная длина тела 125 см, обычно до 50 см. Масса тела до 23 кг.

## Биология
Морские придонные рыбы. Молодь длиной от 3 до 20 см обитает на мелководье в зарослях морской травы у прибрежных рифов. Молодые особи (20—40 см стандартной длины) обычно встречаются в расщелинах и на уступах скалистых рифов на глубине от 5 до 25 м. Взрослые особи обитают на глубине от 50 до 300 метров над песчаными, каменистыми и илистыми грунтами.

### Размножение
Как и остальные представители рода красный групер является последовательным протогиническим гермафродитом. В начале жизненного цикла все особи представлены исключительно самками, и только часть взрослых рыб меняет пол и становится самцами. Самки впервые созревают при длине тела 40—50 см в возрасте 4—6 лет. Смена пола происходит в возрасте 7—14 лет. Максимальная продолжительность жизни красных груперов достигает 25 лет. В Мексиканском заливе и Карибском море нерестятся с января по апрель. Оплодотворение наружное. Плодовитость варьируется от 312 000 до 5 735 700 икринок. Икра пелагическая, диаметром около 1 мм с одной жировой каплей, без выростов. Для оплодотворения и нормального развития икры требуется высокая солёность воды (>32 ‰) для поддержания плавучести. Продолжительность инкубационного периода около 30 часов. Личинки ведут пелагический образ жизни и разносятся течениями на большие расстояния. Оседание на дно происходит через 35—50 дней при длине тела 20—25 мм.

### Питание
Молодь питается мелкими донными ракообразными. Более крупные особи могут питаться молодью красных груперов. В состав рациона взрослых особей входят рыбы и различные беспозвоночные. По мере увеличения размеров рыб возрастает доля рыбы в рационе.

## Ареал
Распространены в западной части Атлантического океана от Северной Каролины до юга Бразилии, включая Мексиканский залив и Карибское море. Редко встречаются до Массачусетса.

## Взаимодействие с человеком
Красный групер является ценной промысловой рыбой. Максимальные уловы отмечены в 1970-х годах и достигали 11,8 тысяч тонн. В 2000—2010-х годах вылов варьировался от 1000 до 1400 тонн. Промысел ведётся ярусами, ловушками и тралами. Реализуются в свежем и мороженом виде.
МСОП присвоил красному груперу статус «Уязвимые виды». Основными угрозами для существования вида являются перелов, недостаток кислорода, красные приливы, сейсмические удары от воздушных пушек, применяемых в нефтегазовой промышленности, прокладка трубопроводов по морскому дну.